# 伯靈頓弗拉茨 (紐約州)
伯靈頓弗拉茨（英語：Burlington Flats）是位於美國紐約州奧齊戈縣的普查規定居民點。

## 人口
根據2020年美國人口普查的數據，伯靈頓弗拉茨的面積為5.96平方千米，皆為陸地。當地共有人口143人，而人口密度為每平方千米23.99人。